# Palmkohl

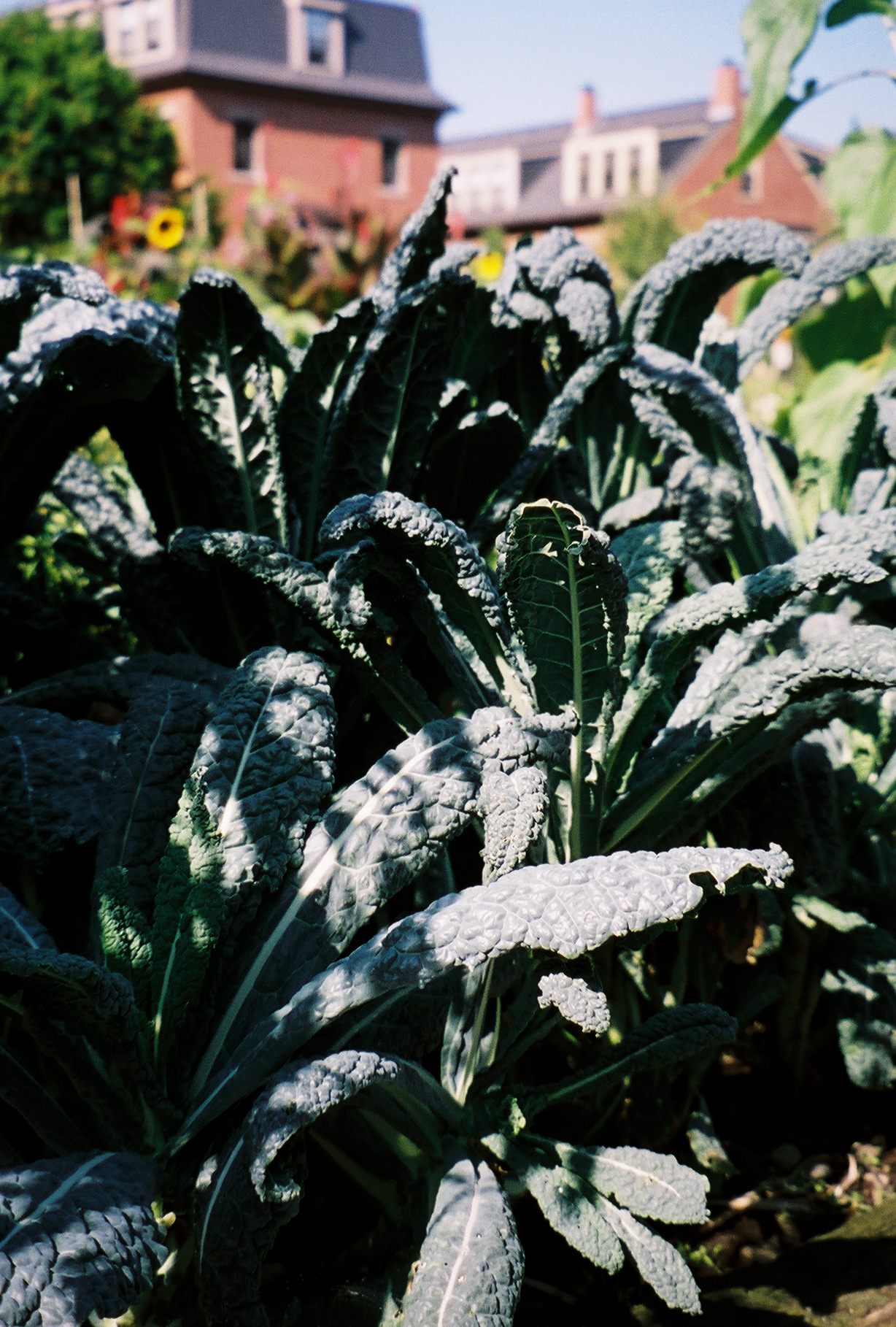
Sorte ‚Cavolo nero‘

Der Palmkohl (Brassica oleracea var. palmifolia DC.) ist eine Varietät des Gemüsekohls und gehört zur Familie der Kreuzblütengewächse (Brassicaceae).
Weitere Trivialnamen dieser Kulturpflanzenform im deutschen Sprachraum sind: Italienischer Kohl, Toskanischer Kohl, Schwarzkohl. Eine als Zierpflanze verwendete Sorte ist ‚Negro Romano‘.

## Herkunft und Verbreitung
Diese Kohl-Form wurde im 18. Jahrhundert in Italien entwickelt. Traditionell wird sie noch viel in Norditalien, und dort besonders in der Toskana angebaut, wo 2003 der industrielle Anbau untersucht wurde.

## Beschreibung und Ökologie
Der Palmkohl ist eine zweijährige krautige Pflanze und kann Wuchshöhen von bis zu 3 Metern erreichen. In gemäßigten Gebieten ist er nicht frosthart. Er ist nicht zu verwechseln mit dem Markstammkohl, dessen Trieb dicker ist und dessen Blätter nicht blasig sind, aber manchmal leicht gezähnte, gekrauste Ränder aufweisen. Die Anordnung der blasigen, leicht nach unten gerollten Laubblätter ist wechselständig und wirkt etwas palmartig. Die Laubblätter sind 60 bis 80 Zentimeter lang und 8 bis 10 Zentimeter breit, dunkelgrün bis schwarz-grün.
Palmkohl blüht im zweiten Jahr von Mai bis August mit hellgelber Blütenfarbe, ist selbstfertil, und die Bestäubung erfolgt beispielsweise durch Bienen. Die Samenreife erstreckt sich von Juli bis September.

## Schädlinge
Kohlfliege, Kleiner und Großer Kohlweißling, Weiße Fliege, Mehlige Kohlblattlaus, Kohlhernie, Alternaria.

## Inhaltsstoffe
Je älter die Blätter sind, desto mehr Fasern (Trockensubstanz) enthalten sie. Besonders alte Blätter haben einen recht hohen Fasergehalt und sind für die industrielle Verarbeitung qualitativ nicht geeignet. Auch der Nitratgehalt ist höher als bei jüngeren Blättern. Der Nitratgehalt steigt auch mit dem Alter der Pflanzen, was sich aber nicht auf den oberen Pflanzenteil auswirkt.

## Verwendung
Palmkohl ist im Geschmack milder als Grünkohl. Die fein geschnittenen Laubblätter werden für Salate oder Kochgemüse verwendet. Er eignet sich auch ausgezeichnet für mediterrane Wintereintöpfe. Bekannte Verwendungen des Palmkohls sind die portugiesische Kohlsuppe Caldo verde und die toskanische Ribollita. Palmkohl kann auch sehr gut für späteren Gebrauch blanchiert und danach tiefgefroren aufbewahrt werden. Er hat als Kübelpflanze im Garten oder vor dem Haus auch dekorativen Wert. Früher wurde die lange holzige Sprossachse zur Fabrikation von Spazierstöcken verwendet.